# Ľubomír Faktor
Ľubomír Faktor (Čadca, 8 marzo 1967) è un ex calciatore slovacco, di ruolo centrocampista.